# Le Marin
Le Marin là một commune thuộc tỉnh hải ngoại Martinique nước Pháp.